# Данковський район
Данковський район (рос. Данковский район) — муніципальне утворення у Липецькій області.